# 章睿
章睿（1379年—？），字左奎，浙江處州府麗水縣孝行鄉壹都人，明朝政治人物。進士出身。

## 生平
浙江鄉試四十名。永樂十年（1412年）壬辰科會試第三名，殿試登進士第二甲第十八名。

## 家族
曾祖章誠。祖父章榮。父亲章閭。